# Prince héritier du Japon
Le prince héritier du Japon (皇太子, Kōtaishi, littéralement « grand fils de l’empereur ») est le titre donné au fils aîné de l’empereur du Japon et donc son héritier, premier dans l’ordre de succession au trône du chrysanthème.
Depuis le 1er mai 2019, date d’accession au trône de l'empereur Naruhito, le titre de prince héritier est officiellement vacant, ce dernier n'ayant pas de fils. En revanche, le titre alternatif de Kōshi (皇子), littéralement « fils d'empereur », est conféré au frère du nouvel empereur, le prince Fumihito d'Akishino, en 2020, avec les mêmes obligations et le même rang protocolaire qu'un Kōtaishi. Le titre de Kōshi sera également officiellement traduit par « prince héritier ».

## Titulature
L’héritier présomptif de la couronne n’obtient ce titre qu’à un certain âge (l’empereur Taishō à seulement 8 ans, Shōwa à 16 ans, et Akihito un mois avant son dix-huitième anniversaire), ou encore, s’il est déjà adulte au moment de l’accession au trône de son père, quelques années après celles-ci et son intronisation officielle (ce fut le cas de Naruhito, officialisé Kōtaishi le jour de son trente-et-unième anniversaire en 1991, deux ans après l’accession au trône et trois mois après l’intronisation d’Akihito). La loi de la maison impériale de 1947 a établi l'âge minimum pour obtenir le titre à 18 ans (article 22), soit deux ans avant la majorité légale. La cérémonie traditionnelle d’investiture du prince héritier est appelée le Rit’taishi no Rei (立太子の礼), littéralement « cérémonie d’avènement du premier fils ». Pour le futur avènement du prince Fumihito, actuel héritier du trône, le 19 avril 2020, la cérémonie va être adaptée à son titre particulier et désignée comme Rik'kōshi no Rei (立皇子の礼), soit littéralement « cérémonie d'avènement du fils d'empereur ». À cette occasion, il perd son titre de complaisance donné à la naissance par l’empereur (pour le précédent prince héritier et actuel empereur, il s’agissait du prince Hiro-no-miya 浩宮) mais conserve son prénom qu’il perdra à jamais lorsqu’il deviendra empereur.
Comme n’importe quel autre prince impérial, il est alors autorisé à fonder sa propre maison princière, systématiquement appelé Tōgū (東宮, littéralement « maison de l’Est »), comprenant son épouse, ses enfants mineurs et ses filles jusqu’à leur mariage, et disposant de son propre personnel (chambellans, dames de compagnie, médecins personnels). Il est alors officiellement titré Son Altesse impériale le prince héritier [Prénom] (皇太子 [Prénom] 殿下, kōtaishi [Prénom] denka).
Bien que Kōtaishi soit le titre officiel, d’autres noms apparaissent dans les sources pour désigner le prince héritier :
- Tōgū ou Higashi-no-miya (東宮?), littéralement « palais de l’Est » ou « maison de l’Est », terme pouvant ainsi désigner à l’origine tout à la fois la partie du complexe palatal impérial où le prince héritier demeure avec sa suite (aujourd’hui, la résidence officielle du prince héritier est appelée Tōgū-gosho ou « palais du Tōgū »), la maison du prince héritier (sa famille et ses domestiques, le seul sens à garder un aspect officiel aujourd'hui) et le prince lui-même ;
- Shungū ou Haru-no-miya (春宮?), pouvant se traduire par « palais du Printemps » ou « maison du Printemps », synonyme de Tōgū.

De plus, le titre variait initialement si jamais le prince héritier n’était pas le fils de l’empereur, mais un autre membre de la maison impériale du Japon qui arrivait en tête de l’ordre de succession. Ainsi, s’il s’agissait de :
- son petit-fils, il était titré Kōtaison (皇太孫?, littéralement « grand petit-fils de l’empereur ») ;
- son frère cadet, il était titré Kōtaitei (皇太弟?, littéralement « grand frère de l’empereur »), ou, dans le futur, Kōshi (皇子?, littéralement « fils d’empereur »), sera le titre porté par l'actuel héritier présomptif, le prince Fumihito ;
- son neveu, il était titré Kōtaioi (皇太甥?, littéralement « grand neveu de l’empereur »).

Toutefois, la loi de la maison impériale de 1889, puis celle de 1947, ne reconnaît comme pouvant porter le titre d’héritier impérial que le fils (Kōtaishi) ou le petit-fils (Kōtaison) de l’empereur (article 8 de la loi de 1947). Les frères et neveux peuvent toujours accéder au trône si leur frère/oncle n'a pas de descendance, et un statut particulier a été prévu pour l'actuel héritier, le prince Fumihito, qui sera officiellement traduit à l'international par « prince héritier ». De plus, la pratique de l’adoption ayant été interdite, il s’agit forcément du fils biologique du souverain. Le dernier à avoir porté le titre de Kōtaitei fut le prince Satohito (futur empereur Reigen), frère cadet et héritier de l’empereur Go-Sai, de 1654 à sa propre accession au trône en 1663.

## Fonctions
Le rôle du prince héritier, comme de tous les membres de la famille impériale, est défini par la loi de la maison impériale de 1947. Sa principale fonction est d’être, comme son nom l'indique, l’héritier impérial, et donc de succéder à l’empereur le jour même de sa mort.
En cas d’incapacité momentanée (pour maladie, mentale ou physique), le prince héritier remplit les obligations officielles du souverain : l’ancien prince héritier Naruhito remplaça ainsi son père du 18 janvier au 18 février 2003, l’empereur Akihito étant en convalescence après une opération de la prostate. Si cette incapacité semble se prolonger sur une période indéterminée, le Conseil de la maison impériale (présidé par le Premier ministre) décide la mise en place d’une régence assumée, s’il est majeur et lui-même en pleine possession de ses moyens physiques et mentaux, par le prince héritier (article 17 de la loi de 1947). Ce fut le cas pour la dernière fois par le prince héritier Hirohito, futur empereur Shōwa, au nom de son père l’empereur Taishō atteint d’une maladie cérébrale, du 29 novembre 1921 à sa propre accession au trône le 25 décembre 1926.
Le prince héritier remplit un rôle également protocolaire dans un certain nombre d’évènements ou de manifestations nationales ou internationales. Il est traditionnellement présent, avec sa famille et celles de ses frères et sœurs (si elles sont encore membres de la famille impériale) sur le balcon du Kōkyo, aux côtés du couple impérial, pour saluer la foule à l’occasion de la fête nationale japonaise, le Tennō Tanjōbi qui fête l’anniversaire de l’empereur. Il est également présent le jour du Nouvel An, ou pour accueillir les hôtes officiels étrangers du Japon, et participe aux grandes réceptions d’État. Il donne une conférence de presse annuelle à l’occasion de son anniversaire. Il assiste l’empereur dans un certain nombre de cérémonies religieuses traditionnelles japonaises. Il représente également le Japon dans de nombreux déplacements à l’étranger, tout particulièrement lors des sacres des nouveaux souverains ou autres cérémonies princières ou royales (noces, funérailles). Akihito fut le premier prince héritier à voyager à l’étranger à l’occasion du sacre de la reine Élisabeth II à Londres le 2 juin 1953.

## Résidences
La résidence officielle du prince héritier est systématiquement appelée palais du Tōgū (東宮御所, Tōgū-gosho, littéralement « palais impérial de la maison de l'Est », signifiant « palais du prince héritier »).
De 1909 à 1952, la résidence officielle du prince héritier fut l’actuel palais d'Akasaka, construit de 1899 à 1909 dans le quartier du même nom et l’arrondissement de Minato à Tokyo, aujourd’hui demeure réservée pour les hôtes officiels du Japon (depuis 1974). Les héritiers qui y ont résidé furent le prince Yoshihito, futur empereur Taishō, de 1909 à 1912, puis son fils le prince Hirohito, futur empereur Shōwa, de 1916 à 1926.
De 1952 à 2019, il a été remplacé par une demeure plus modeste et plus moderne faisant partie du vaste domaine d’Akasaka où est réunie la plupart des résidences des autres membres de la famille impériale, toujours à Minato. Il s’agissait à l’origine, sous le nom de palais Ōmiya, de la résidence de l’ancienne impératrice douairière Teimei, veuve de l’empereur Taishō, jusqu’à sa mort en 1951. Elle fut adoptée l’année suivante comme résidence, sous le nom de Tōgū, par le prince héritier Akihito, l’actuel empereur, qui l’a occupé avec sa famille de 1952 à son accession au trône en 1989. C’est là que les actuels empereur et impératrice honoraires ont élevé leurs enfants (les premiers membres de la famille impériale directement élevés par leurs parents plutôt que par des chambellans de la cour). De 1991 à 2019, le Tōgū est la résidence officielle du prince héritier et actuel empereur, Naruhito, et de sa famille. Après l'abdication d'Akihito le 30 avril 2019, il est prévu qu'il retourne vivre avec son épouse en 2020 dans cette résidence qui prendra alors le nom de « palais impérial Sentō » (仙洞御所, Sentō-gosho, littéralement « palais impérial de l'ermitage »), dénomination qui a toujours été donnée aux demeures des empereurs abdiqués.